# Domino Dancing
«Domino Dancing» (с англ. — «Танец Домино») — песня британской поп-группы Pet Shop Boys. В 1988 году она вышла первым синглом с альбома Introspective.
Сингл достиг 7-го места в британском музыкальном чарте и 18-го в американском Billboard Hot 100, таким образом, став последним синглом группы, попавшим в верхнюю двадцатку хит-парада США..

## Список композиций

### 7" Parlophone / R 6190 (UK)
1. «Domino Dancing» (4:17)
2. «Don Juan» (3:53)

### 12" Parlophone / 12R 6190 (UK)
1. «Domino Dancing» (Disco Mix) (7:41)
2. «Don Juan» (Disco Mix) (7:32)
3. «Domino Dancing» (Alternative Mix) (4:42)
- с аналогичным трек-листом на CD (CDR 6190)

### 12" Parlophone / 12RX 6190 (UK)
1. «Domino Dancing» (Base Mix) (5:53)
2. «Don Juan» (Demo) (4:19)
3. «Domino Dancing» (Demo) (4:45)

## Высшие позиции в чартах
| Страна                         | Высшая позиция |
| ------------------------------ | -------------- |
| Италия                         | 3              |
| Германия                       | 3              |
| Ирландия                       | 4              |
| Швейцария                      | 5              |
| Норвегия                       | 5              |
| Швеция                         | 6              |
| Великобритания                 | 7              |
| Нидерланды                     | 7              |
| США                            | 18             |
| Австрия                        | 19             |
| Австралия                      | 36             |
| Франция                        | 40             |
| США (чарт Hot Dance Club Play) | 5              |